# Tasmaniosoma armatum
Tasmaniosoma armatum är en mångfotingart som beskrevs av Karl Wilhelm Verhoeff 1936. Tasmaniosoma armatum ingår i släktet Tasmaniosoma och familjen Dalodesmidae. Inga underarter finns listade i Catalogue of Life.